# Juhan Liiv
Juhan Liiv (30. duben 1864, Alatskivi – 1. prosinec 1913, Kavastu-Koosa) byl estonský spisovatel. Položil základy moderní estonské poezie. Svými povídkami vnesl do estonské literatury kritický realismus (zejm. Kiimme fugu – Deset příběhů).

## Biografie
Narodil se do velmi chudé rodiny v malé obci blízko ruských hranic, asi 40 km severovýchodně
od Tartu. Rodiče přesto sehnali prostředky, aby mohl studovat na gymnáziu v Dorpatu (dnes Tartu). Juhan však ve městě nevydržel a vrátil se do rodné obce, kde psal básně.
Je považován za předchůdce literárního modernistického hnutí Mladé Estonsko. Ve sbírce Luuletudsed (Básně) reflektuje svůj vlastní psychický rozpad, který však zároveň symbolizuje tragický osud estonského národa. Podobnou temnou atmosféru má povídka Vari (Stín). Oba texty souvisely s tím, že u něj lékaři diagnostikovali schizofrenii: trpěl bludem, že je polským králem, případně synem ruského cara. Byl několikrát hospitalizován v psychiatrické léčebně v Tartu. Jeho psychická choroba stála zřejmě i za okolnostmi jeho smrti, když roku 1913 z neznámých důvodů nastoupil bez lístku do vlaku. Na cestě byl jako černý pasažér vysazen v opuštěné oblasti, načež šel domů pěšky, v teplotách pod bodem mrazu. Domů dorazil se silným zápalem plic, na nějž záhy zemřel.

## Dílo
Jeho smutné básně byly příliš neobvyklé, než aby vyvolaly zájem. Ten si získaly teprve povídky a Liivovi obdivovatelé, v čele s králem estonských básníků, Friedebertem Tuglasem, se snažili v posledních chvílích zlepšit jeho životní podmínky. Roku 1910 vyšla kniha se 495 básněmi Juhana Liiva, která se pak dočkala dalších vydání.
Roku 1965 byla založena Cena Juhana Liiva za poezii, kterou každoročně udílí farnost v jeho rodné obci.